# Contea di Daguan
La contea di Daguan (大关县S, Dàguān XiànP) è una contea della Cina, situata nella provincia di Yunnan e amministrata dalla prefettura di Zhaotong.